# Geopotenziale
Il geopotenziale è il lavoro necessario a vincere la forza di gravità e spostare verso l'alto, ad una determinata altezza, una massa unitaria d'aria. In altre parole è il potenziale gravitazionale terrestre ad una data altezza. Risulta nullo, per convenzione, al livello del mare la cui altitudine è per definizione uguale a zero.

## Altezza geopotenziale
L'altezza geopotenziale si ottiene dal rapporto tra geopotenziale e forza di gravità media al livello del mare; la sua unità di misura è il gpdam (geopotenziale per decametro) e risulta pressoché identica all'altitudine sul livello del mare del luogo preso in considerazione, per basse altitudini (piccole differenze sussistono in virtù di variazioni locali di gravità). La differenza risulta sensibile (nell'ordine dell'1%) ad altitudini superiori ai 60.000 metri.

### Applicazioni
In meteorologia, è fondamentale conoscere l'altezza geopotenziale di superfici a pressione atmosferica costante, rappresentate a larga scala da isolinee o isoipse; sono fondamentali le analisi a pressioni costanti di carte meteorologiche a 850 hPa e 500 hPa per comprendere la circolazione delle masse d'aria che avviene alle diverse quote superiori dell'atmosfera. Il valore dell'altezza geopotenziale ad un determinato valore di pressione corrisponde all'altitudine sul livello del mare a cui si registra tale valore barico.
Generalmente, in presenza di valori elevati di altezza geopotenziale si hanno condizioni di alta pressione e anche valori di temperatura isotermica più alta; bassi valori di altezza geopotenziale si riscontrano in presenza di bassa pressione e temperature isotermiche più basse (va comunque posta un'eccezione per gli anticicloni termici stagionali, come l'anticiclone groenlandese e l'anticiclone russo-siberiano, dove la pressione è molto alta, ma per contro, le temperature estremamente basse registrate negli stessi contesti, bilanciano l'altezza geopotenziale verso valori relativamente bassi). Tutto ciò è spiegabile col gradiente barico verticale più negativo presente nelle colonne di aria fredda, rispetto a quello che si riscontra nelle colonne di aria più calda: a parità di quota, la pressione atmosferica di una colonna di aria più fredda è inferiore a quella che si registra in una colonna di aria calda. 
Per un effetto meccanico (forza di Coriolis), nell'emisfero Nord la circolazione delle masse d'aria in quota avviene in senso antiorario attorno al valore minimo di altezza geopotenziale (ciò è visibile graficamente soprattutto nelle strutture di pressione prettamente bassa, come nel caso degli uragani), che corrisponde ad un'area di bassa pressione in quota; al contrario, le correnti si dispongono in senso orario attorno al valore massimo di altezza geopotenziale. L'osservazione delle mappe dell'altezza geopotenziale a 850 hPa e a 500 hPa permette di stabilire la circolazione atmosferica alle diverse quote, di individuare la posizione dei sistemi frontali e di calcolarne il movimento per poter elaborare le previsioni meteorologiche; al riguardo, tali mappe risultano essere prioritarie rispetto a quelle isobariche al livello del mare.
Si noti che l'altezza geopotenziale corrisponderebbe a quella reale se la forza di gravità "g" e l'accelerazione dovuta alla rotazione terrestre fossero costanti ovunque sulla terra. L'altezza geopotenziale tiene conto di ciò.  Alla stessa altezza geopotenziale, in assenza di qualsiasi perturbazione la pressione sarebbe costante (mentre non lo è per quella reale). Quindi ha senso, per variazioni di pressione dovute a fattori meteorologici, riferirsi alla altezza geopotenziale anziché a quella reale.